# Каронин-Петропавловский, Николай Елпидифорович

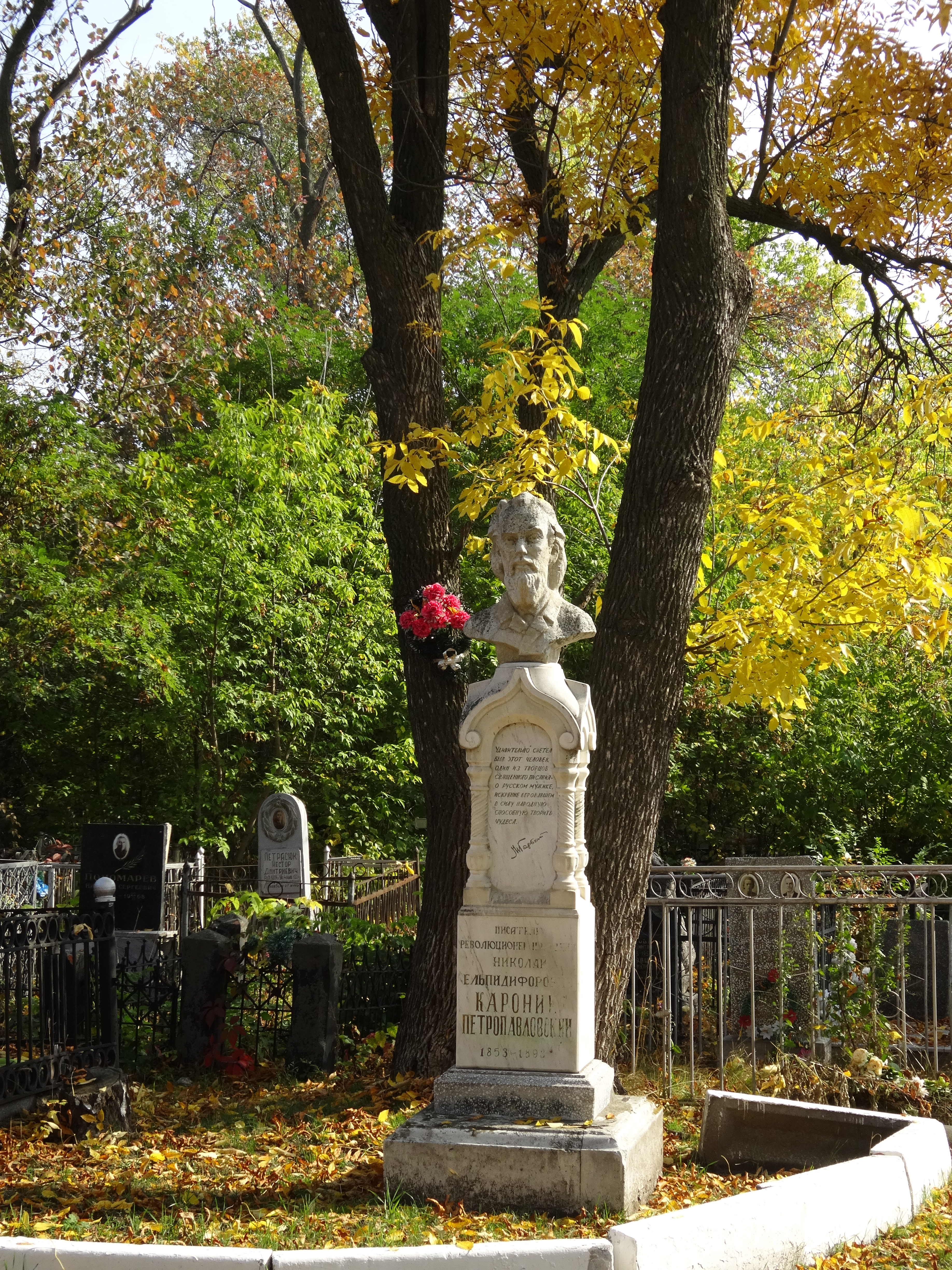
Памятник на Воскресенском кладбище Саратова

Николай Елпидифорович (Ельпидифорович) Каронин-Петропавловский (настоящая фамилия Петропавловский, 5 [17] октября 1853, Вознесенка, Бузулукский уезд, Самарская губерния, Российская империя — 12 [24] мая 1892, Саратов, Российская империя) — русский писатель, беллетрист-народник (под псевдонимом С. Каронин) и политический деятель.

## Биография
Николай Петропавловский родился 5 (17) октября 1853 (согласно биографии, опубликованной в двухтомнике, вышедшем в 1958 году, — 7 (19) октября 1853) в семье священника в деревне Вознесенке Бузулукского уезда Самарской губернии, ныне село входит в Кинзельский сельсовет Красногвардейского района Оренбургской области.
В 1866 году окончил Бузулукское духовное училище и поступил в Самарскую духовную семинарию. В 1871 году лишён казённого содержания за непочтительное отношение к начальству, а осенью подал заявление о выходе из семинарии. Осенью 1872 года выдержал экзамен в 6 класс Самарской гимназии, из которой был отчислен вследствие ареста.
С 1873 года — участник местного ученического кружка самообразования; в 1874 году вошёл в самарский кружок пропагандистов и летом этого же года вёл пропаганду среди крестьян в селе Коновалове Бузулукского уезда (ныне Коноваловка Борского района Самарской области). При обыске 17 (29) июля 1874 года в Хвалынске у И. П. Монстрова найдена переписка с Петропавловским, поэтому возник вопрос о нём как об агенте П. И. Войноральского.
Был арестован 5 (17) августа 1874 года в с. Коновалове. Привлекался к дознанию по делу о пропаганде, содержался под стражей в Саратове, Москве, а с 26 января (7 февраля)  1875 года — в Петропавловской крепости, откуда 30 января (11 февраля)  1876 года был переведён в Дом предварительного заключения.
5 (17) мая 1877 года был предан суду и приговором от 23 января (4 февраля)  1878 года признан невиновным. В административном порядке подчинён гласному надзору с ограничением места жительства. Жил в Саратове, Москве. Достав паспорт на имя Ивана Васильевича Арапова, перешёл на нелегальное положение и поселился в Санкт-Петербурге. В 1878 году принимал участие в издании нелегального журнала «Начало». Обыскан 5 (17) августа 1878 года, день содержался под стражей, затем освобождён, жил у Ип. Головина.
Как писатель дебютировал рассказом «Безгласный» (написан в Петропавловской крепости) в журнале «Отечественные записки» (1879), в котором сотрудничал до его закрытия. Впоследствии Каронин печатался в «Русской мысли», «Северном вестнике» и в ряде поволжских газет. В его циклах «Рассказы о Парашкинцах» (1879—1880) и «Рассказы о пустяках» (1881—1882), а также в повести «Снизу вверх. История одного рабочего» созданы картины разложения и обнищания пореформенной деревни.
Вновь был арестован 26 февраля (10 марта)  1879 года в Санкт-Петербурге на квартире Б. Ненсберга и привлечен к дознанию по делу о тайной типографии, обнаруженной в Санкт-Петербурге на Гутуевском острове. Содержался под стражей до 8 (20) декабря 1880 года, после чего освобожден под денежный залог. По удостоверению врача, страдал психическим заболеванием, развившимся во время одиночного заключения.
По высочайшему повелению 8 (20) июля 1881 года дело о Каронине-Петропавловском было разрешено в административном порядке с высылкой под гласный надзор полиции в Западную Сибирь на пять лет. В ссылку был отправлен 26 сентября (8 октября)  1881 года.
С октября или начала ноября 1881 года находился в городе Кургане Тобольской губернии. В Кургане он написал несколько произведений, вошедших позднее в цикл «Рассказов о пустяках», — «Праздничные размышления», «Две десятины», «Несколько кольев», «Солома», «Пустяки» — и начал работу над серией рассказов «Снизу вверх». В «Рассказах о пустяках» изображена русская деревня, обманутая реформой 1861 года.
Вместе с ним приехала Варвара Михайловна Линькова, оставив мужа, «почётного дворянина», связала свою судьбу с судьбой борца-революционера. По доносу курганского исправника начальник тобольского жандармского управления писал губернатору в секретном рапорте от 4 (16) августа 1883 года: «Из находящихся в Кургане под надзором полиции политических ссыльных — Лебедева и Петропавловский — суть лица вредные… Петропавловский — человек скрытный и действует через свою сожительницу акушерку Линькову, которая во время практики, не стесняясь, порицает правительство и религию и преимущество отдает швейцарскому правительству. На основании упомянутых обстоятельств я прихожу к заключению о необходимости переместить этих лиц из Кургана, Лебедеву в г. Тару, а Петропавловского в г. Ишим…» Тобольский губернатор ответил на это согласием и предложил ишимскому исправнику учредить за Петропавловским «строгий полицейский надзор».
15 (27) сентября 1883 года Петропавловский переехал в город Ишим той же губернии, где оставался до конца ссылки. В Ишиме состояние здоровья Петропавловского значительно ухудшилось. Он попытался перевестись обратно в Курган, но получил отказ. 23 февраля (6 марта)  1884 года написал губернатору прошение: «Я решился обратиться к вашему превосходительству с просьбой — дозволить мне наступающее лето провести в одной из окрестных деревень с г. Ишимом, что, может быть, хоть несколько поправит мое расшатанное здоровье…». Ему ответили: «Так как Ишим по своим климатическим условиям и малонаселённости мало чем отличается от деревни, то означенное ходатайство оставлено мною без последствий». Полицейский надзор за ним был строгим: за самовольную отлучку на несколько часов из города (ходили по ягоды) Петропавловского посадили на неделю под домашний арест. В сентябре 1885 года была закончена серия очерков «По Ишиму и Тоболу».
По окончании 8 (20) июля 1886 года срока гласного надзора переехал в Казань, где состоял под негласным надзором полиции; печатает очерки под псевдонимом Н. Е. Сибиряк в «Казанском биржевом вестнике» и в «Волжском вестнике». С 1886 года сотрудничал в местных газетах, затем в «Русских ведомостях», «Русской мысли», «Отечественных записках».
Весной 1887 года вновь приехал на Урал и поселился в Верх-Исетском заводе (ныне в черте города Екатеринбурга), где подружился с Д. Н. Маминым-Сибиряком. Летом побывал на уральских заводах. Впечатления легли в основу очерков «Из поездки по Уралу», «Золотоискатели».
С 28 октября (9 ноября)  1887 года жил в Нижнем Новгороде, где его посетил Максим Горький. Находился под негласным надзором полиции, которая считала Петропавловского и его жену «безусловно вредными и опасными». В Нижнем Новгороде написал повесть «Борская колония». Нижегородский период Каронина был труден. Писатель много и плодотворно работал, но все сильнее нуждался, жил впроголодь и часто болел.
В мае 1889 года его пригласили фельетонистом в газету «Саратовский дневник», и он переехал в Саратов.
Николай Петропавловский умер в Саратове 12 (24) мая 1892 года от горловой чахотки. Его похороны на Воскресенском кладбище в Саратове превратились в массовую демонстрацию. По донесению саратовских жандармов, среди венков писателю-революционеру были венки «От рабочих — защитнику угнетенных», «От женщин — защитнику обездоленных». Могила Н. И. Каронина-Петропавловского находится близко к могиле Н. Г. Чернышевского

## Издания книг
- Рассказы, т. 1—3, М., 1890—91.
- Сочинения [Вступ. ст. А. Г. Цейтлина], М. — Л., 1932.
- Сочинения [Вступ. ст. Г. П. Бердникова], т. 1—2, М., 1958.